# البشارة
عيد البشارة (25 مارس أي آذار) وهو أول الأعياد من حيث ترتيب أحداث ميلاد يسوع فلولا البشارة وحلول يسوع في بطن العذراء ما كانت بقية الأعياد، لذلك الآباء يسمونه رأس الأعياد والبعض يسمونه نبع الأعياد أو أصل الأعياد.

## البشارة في الإنجيل
وترجع قصة هذا العيد إلى إنجيل لوقا (الإصحاح الأول 26-56): (26) وفي الشَّهرِ السّادِسِ أُرْسِلَ جِبرائيلُ المَلاكُ مِنَ اللهِ إلى مدينَةٍ منَ الجَليلِ اسْمُها ناصِرَةُ، (27)إلى عذراءَ مَخْطوبَةٍ لِرَجُلٍ مِنْ بيتِ داوُدَ اسمُهُ يُوسُفُ. واسْمُ العْذراءِ مرْيَمُ. (28)فَدَخَلَ إليها المَلاكُ وقالَ سلامٌ لكِ أيَّتُها المُنْعَمُ علَيْها. الرَّبُّ معَكِ. مُبارَكَةٌ أنْتِ في النِّساءِ. (29)فلَمّا رأَتْهُ اضطَرَبَتْ مِنْ كَلامِهِ وفَكَّرَتْ ما عَسَى أنْ تَكونَ هذِهِ التَّحِيَّةُ.(30)فقالَ لها المَلاكُ لا تَخافي يا مَرْيَمُ لأَنَّكِ قدْ وَجَدْتِ نِعْمَةً عِندَ اللهِ. (31)وها أَنْتِ سَتَحْبَلينَ وتَلِدينَ ابناً وتُسَمّينَهُ يَسوعَ. (32)هذا يكونُ عَظيماً وابْنُ العَلِيِّ يُدْعَى ويُعْطيهِ الرَّبُّ الإِلَهُ كُرْسِيَّ داوُدَ أَبيهِ. (33)ويَمْلِكُ على بَيْتِ يَعقوبَ إلى الأبَدِ ولا يَكونُ لِمُلْكِهِ نِهايَةٌ. (34)فقالَتْ مَريَمُ لِلمَلاكِ كَيْفَ يكونُ هذا وأنا لسْتُ أَعْرِفُ رَجُلاً. (35)فأَجابَ المَلاكُ وقالَ لها، الرُّوحُ القُدُسُ يَحِلُّ عَليكِ وقُوَّةُ العَلِيِّ تُظَلِّلُكِ فلِذلِكَ أيضاً القُدُّوسُ المَوْلودُ مِنْكِ يُدْعَى ابنَ اللهِ. (36)وهُوذا أَليصاباتُ نَسيبَتُكِ هيَ أيضاً حُبْلَى بابنٍ في شَيْخوخَتِها وهذا هوَ الشَّهْرُ السّادِسُ لتِلْكَ المَدْعُوَّةِ عاقِراً. (37)لأنَّهُ ليسَ شَيءٌ غيرَ مُمْكِنٍ لدَى اللهِ. (38)فقالَتْ مريَمُ هُوَذا أنا أَمَةٌ الرَّبِّ. ليَكُنْ لي كَقَولِكَ. فمَضَى مِنْ عندِها المَلاكُ. (39)فقامَتْ مَرْيَمُ في تِلكَ الأيّامِ وذَهبَتْ بسُرعَةٍ إلى الجِّبالِ إلى مَدينَةِ يَهوذا. (40)ودخَلَتْ على أَليصاباتَ. (41)فلَمّا سَمِعَتْ أليصاباتُ سَلامَ مَرْيَمَ ارتَكَضَ الجَّنينُ في بَطنِها. وامتَلأَتْ أليصاباتُ منَ الرُّوحِ القُدُسِ. (42)وصَرَخَتْ بصوتٍ عَظيمٍ وقالَتْ مُبارَكَةٌ أَنْتِ في النِّساءِ ومُبارَكَةٌ هيَ ثَمَرَةُ بَطْنِكِ. (43)فمِنْ أينَ لي هذا أنْ تأتيَ أمُّ رَبّي إِلَيَّ. (44)فهُوَّذا حينَ صارَ صَوْتُ سَلامِكِ في أُذُنَيَّ ارتَكَضَ الجَّنينُ بابْتِهاجٍ في بَطْني. (45)فَطوبَى لِلَّتي آمَنَتْ أنْ يَتِمَّ ما قيلَ لها مِنْ قِبَلِ الرَّبِّ. (46)فقالَتْ مَرْيَمُ تُعَظِّمُ نَفْسي الرَّبَّ (47)وتَبْتَهِجُ روحِي باللهِ مُخَلِّصي. (48)لأنَّهُ نَظَرَ إلى اتِّضاعِ أَمَتِهِ. فهُوَذا مُنْذُ الآنَ جَميعُ الأجْيالِ تُطَوِّبُني. (49)لأنَّ القَديرَ صنَعَ بي عَظائِمَ واسْمُهُ قُدُّوسٌ. (50)ورحْمَتُهُ إلى جيلِ الأجيالِ للّذينَ يَتَّقونَهُ. (51)صَنَعَ قُوَّةً بِذِراعِهِ. شَتَّتَ المُسْتَكْبِرينَ بِفِكْرِ قُلوبِهم. (52)أنزَلَ الأَعِزّاءَ عن الكَراسِي ورَفَعَ المُتَّضِعينَ. (53)أَشْبَعَ الجِياعَ خيراتٍ وصَرَفَ الأغْنِياءَ فارغينَ. (54)عَضَدَ إِسْرائيلَ فَتاهُ ليَذُكُرَ رَحْمَةً. (55)كما كلَّمَ آباءَنا لإبراهيمَ ونَسْلِهِ إلى الأَبَدِ. (56)فَمَكَثَتْ مريَمُ عِنْدَها نحْوَ ثلاثَةِ أَشْهُرٍ ثمَّ رَجَعَتْ إِلى بيتِها."
في الناصرة عاش المسيح، ومن قبله عاشت امه، في الناصرة ترعرع الطفل يسوع ولعب مع الأطفال ومشى على ترابها المقدس، الذي قدسه الرب يسوع عندما عاش على هذه الأرض المقدسة، الناصرة موطن المسيح الاصلي، مع انه لم يولد بها بل بمدينة بيت لحم.
إحدى تراتيل عيد البشارة:
«اليوم راس خلاصنا، وظهور السر الذي بين الدهور، لان ابن الله يصير ابن البتول، وجبرائيل بالنعمة يُبشر ونحن نصرخ نحو والدة الاله: افرحي يا ممتلئة النعمة... الرب معك»

## البشارة في القراّن
جاء في الآية 45 من سورة آل عمران:﴿إِذْ قَالَتِ الْمَلَائِكَةُ يَا مَرْيَمُ إِنَّ اللَّهَ يُبَشِّرُكِ بِكَلِمَةٍ مِنْهُ اسْمُهُ الْمَسِيحُ عِيسَى ابْنُ مَرْيَمَ وَجِيهًا فِي الدُّنْيَا وَالْآخِرَةِ وَمِنَ الْمُقَرَّبِينَ ۝٤٥﴾ [آل عمران:45].
وتوجد سورة كاملة باسم سورة مريم وتذكر فيها حادثة البشارة من جديد حيث جاء: ﴿وَاذْكُرْ فِي الْكِتَابِ مَرْيَمَ إِذِ انْتَبَذَتْ مِنْ أَهْلِهَا مَكَانًا شَرْقِيًّا ۝١٦ فَاتَّخَذَتْ مِنْ دُونِهِمْ حِجَابًا فَأَرْسَلْنَا إِلَيْهَا رُوحَنَا فَتَمَثَّلَ لَهَا بَشَرًا سَوِيًّا ۝١٧ قَالَتْ إِنِّي أَعُوذُ بِالرَّحْمَنِ مِنْكَ إِنْ كُنْتَ تَقِيًّا ۝١٨ قَالَ إِنَّمَا أَنَا رَسُولُ رَبِّكِ لِأَهَبَ لَكِ غُلَامًا زَكِيًّا ۝١٩ قَالَتْ أَنَّى يَكُونُ لِي غُلَامٌ وَلَمْ يَمْسَسْنِي بَشَرٌ وَلَمْ أَكُ بَغِيًّا ۝٢٠ قَالَ كَذَلِكِ قَالَ رَبُّكِ هُوَ عَلَيَّ هَيِّنٌ وَلِنَجْعَلَهُ آيَةً لِلنَّاسِ وَرَحْمَةً مِنَّا وَكَانَ أَمْرًا مَقْضِيًّا ۝٢١ فَحَمَلَتْهُ فَانْتَبَذَتْ بِهِ مَكَانًا قَصِيًّا ۝٢٢﴾ [مريم:16–22].

## البشارة في بلدان العالم

### البشارة في لبنان
أقر مجلس الوزراء اللبناني اقتراح رئيس الوزراء اللبناني سعد الدين الحريري، يوم 18 شباط 2010، اعتماد عيد بشارة مريم عيداً رسمياً مسيحياً وإسلامياً  تعطل فيه الادارات الرسمية والعامة والمدارس الرسمية والخاصة في 25 مارس/آذار من كل عام، وتقام في هذه المناسبة احتفالات رسمية وتربوية ودينية في مختلف المناطق اللبنانية.
وكان وفد «اللقاء الإسلامي المسيحي حول سيدتنا مريم» طلب من الرئيس الحريري، حين زاره في السرايا، إدراج هذا العيد على جدول الأعياد الرسمية لما تمثله السيدة مريم من معان لدى الطوائف المسيحية والإسلامية.
وقد أدرج هذا البند على أوّل جدول أعمال مجلس الوزراء بعدما تشاور الرئيس الحريري مع رئيس الجمهورية ميشال سليمان في هذا الموضوع.
25 آذار، يوم البشارة. هو أول الأعياد في المسيحية من حيث الترتيب. رأس الأعياد، كما تسمّيه الكنيسة، أو نبعها. وهو يوم خاص للمسلمين أيضًا، لما للسيدة مريم العذراء من موقع رفيع في الإسلام. هو يوم الديانتين.
يعتبر العيد أيضًا صورة جديدة من صور الوحدة الوطنية في لبنان. فاليوم الذي يحتفل فيه المسيحيون والمسلمون، باعتباره مناسبة دينية، صار كذلك عيداً وطنياً لجميع اللبنانيين.

## معرض الصور

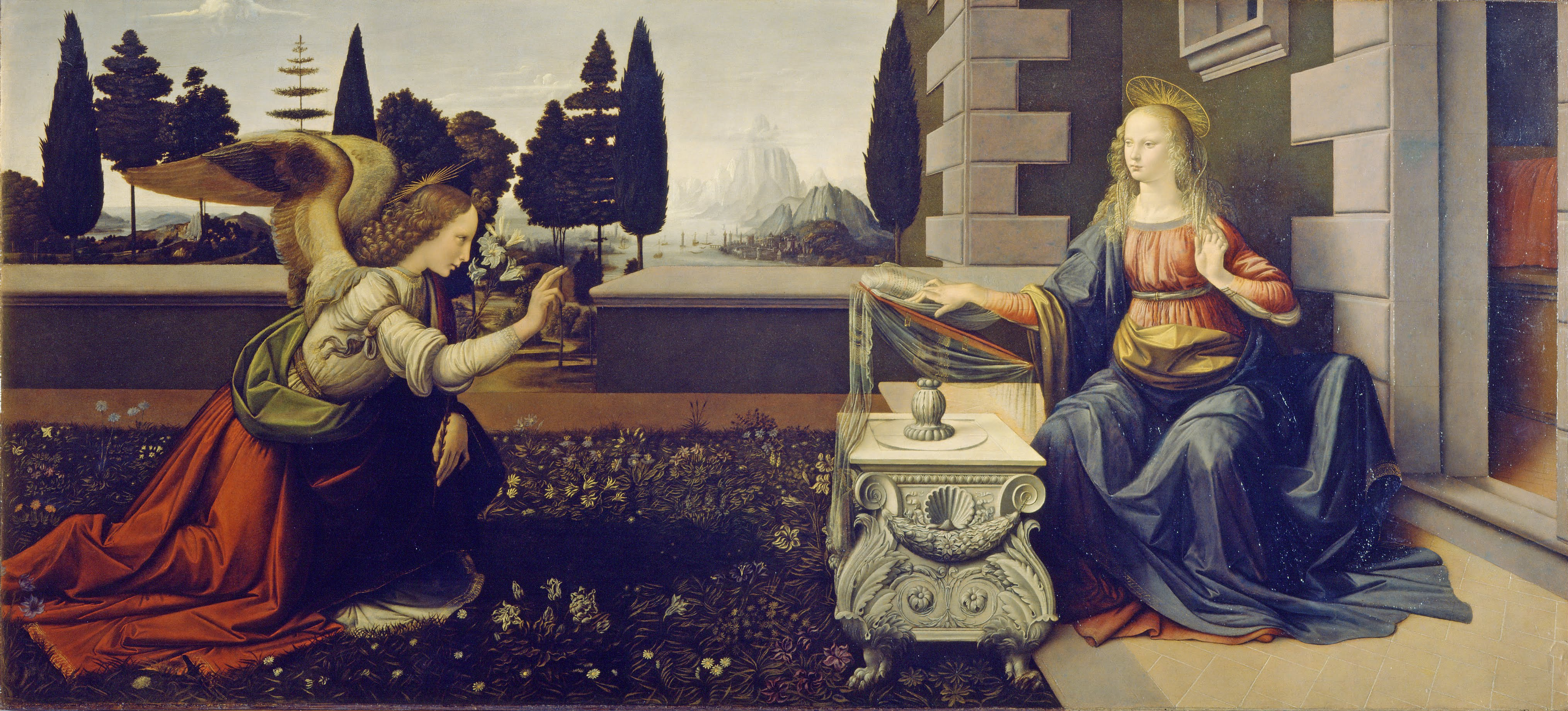
لوحة البشارة بريشة ليوناردو دا فينشي و‌أندريا دل فروكيو.
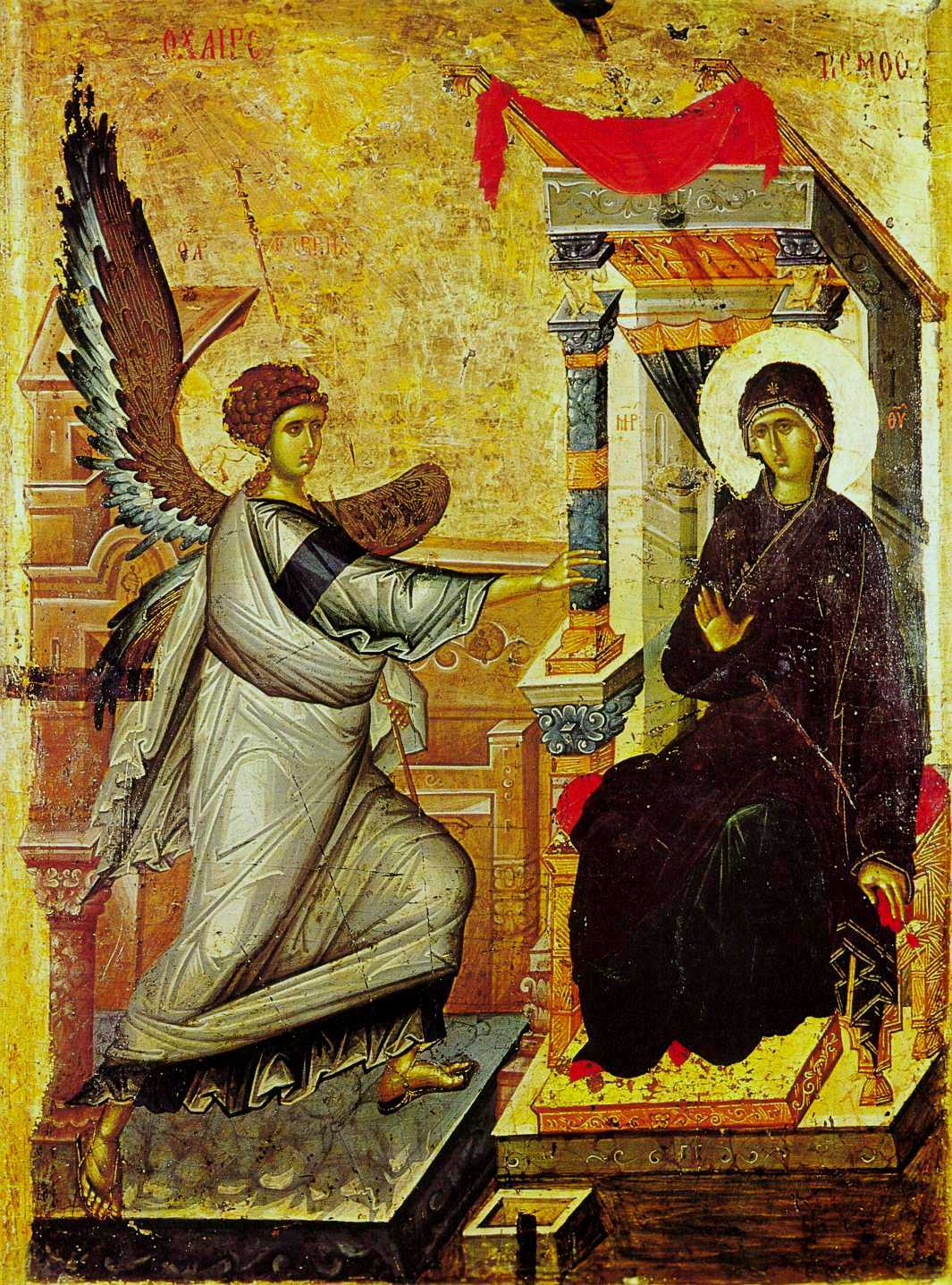
أيقونة البشارة، وهي من الفن البيزنطي.
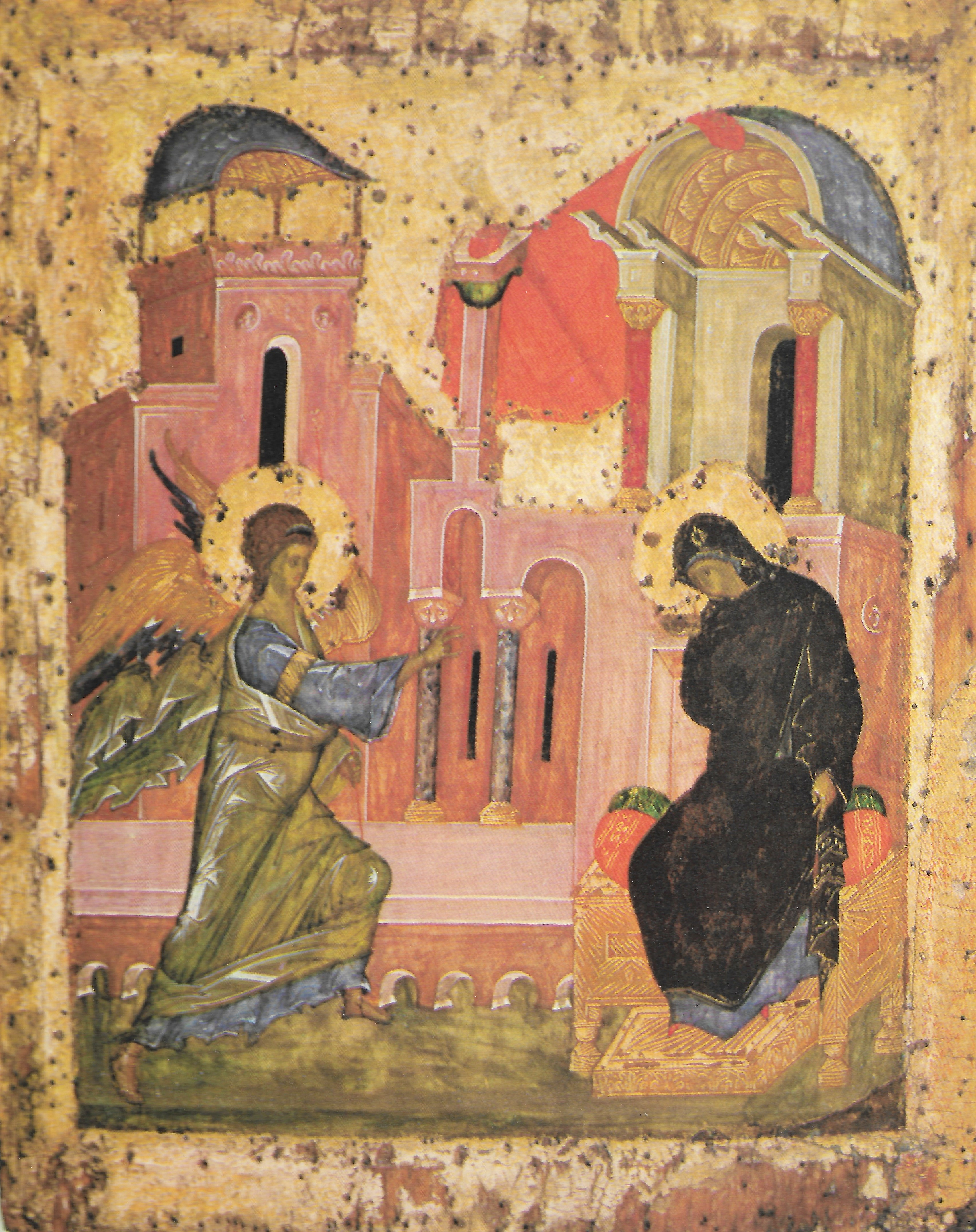
أيقونة البشارة حسب المدرسة الروسية الأرثوذكسية.
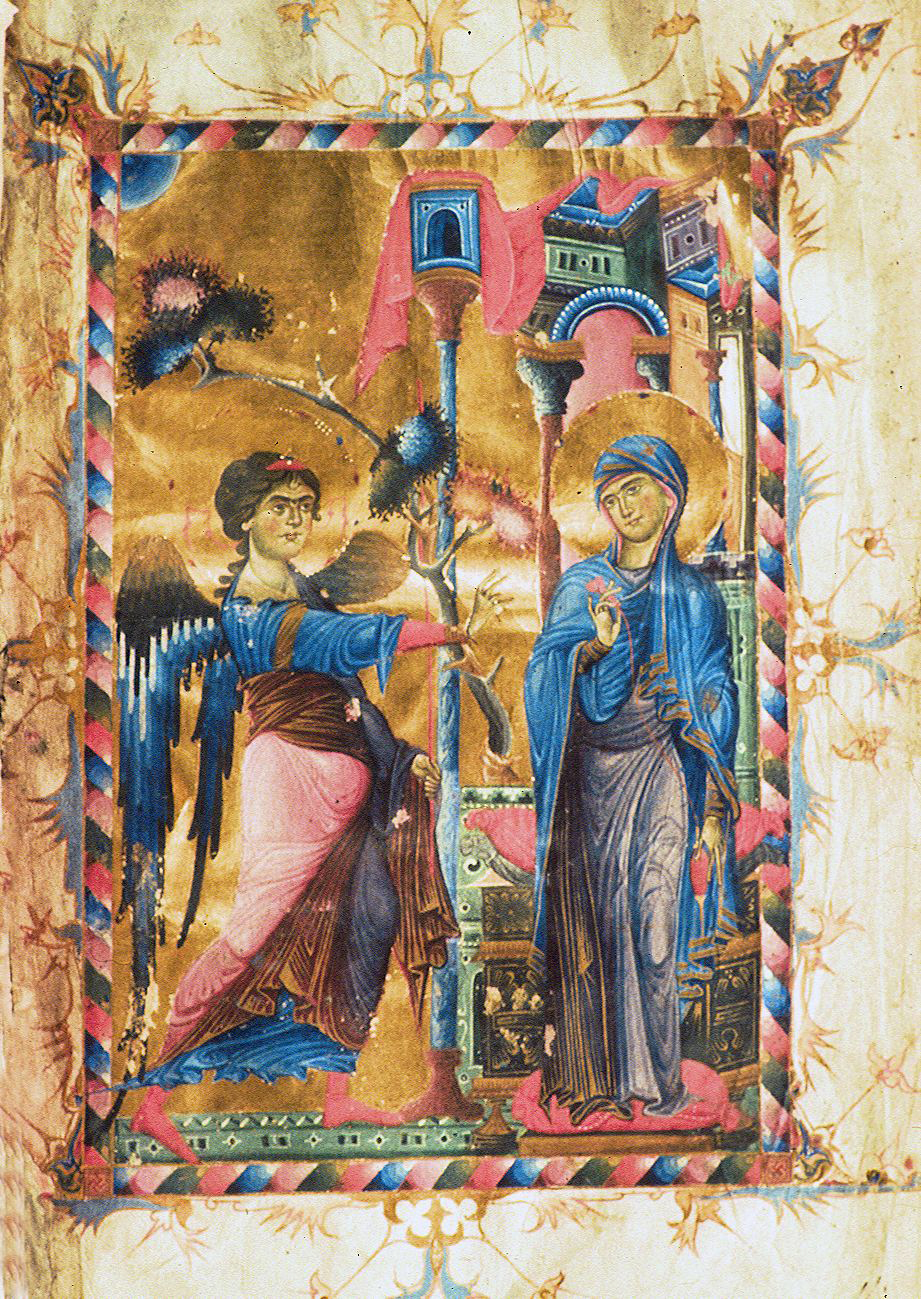
أيقونة البشارة، زخرفة أرمنية من الإنجيل، 1287، متحف ماتنادران، يريفان.
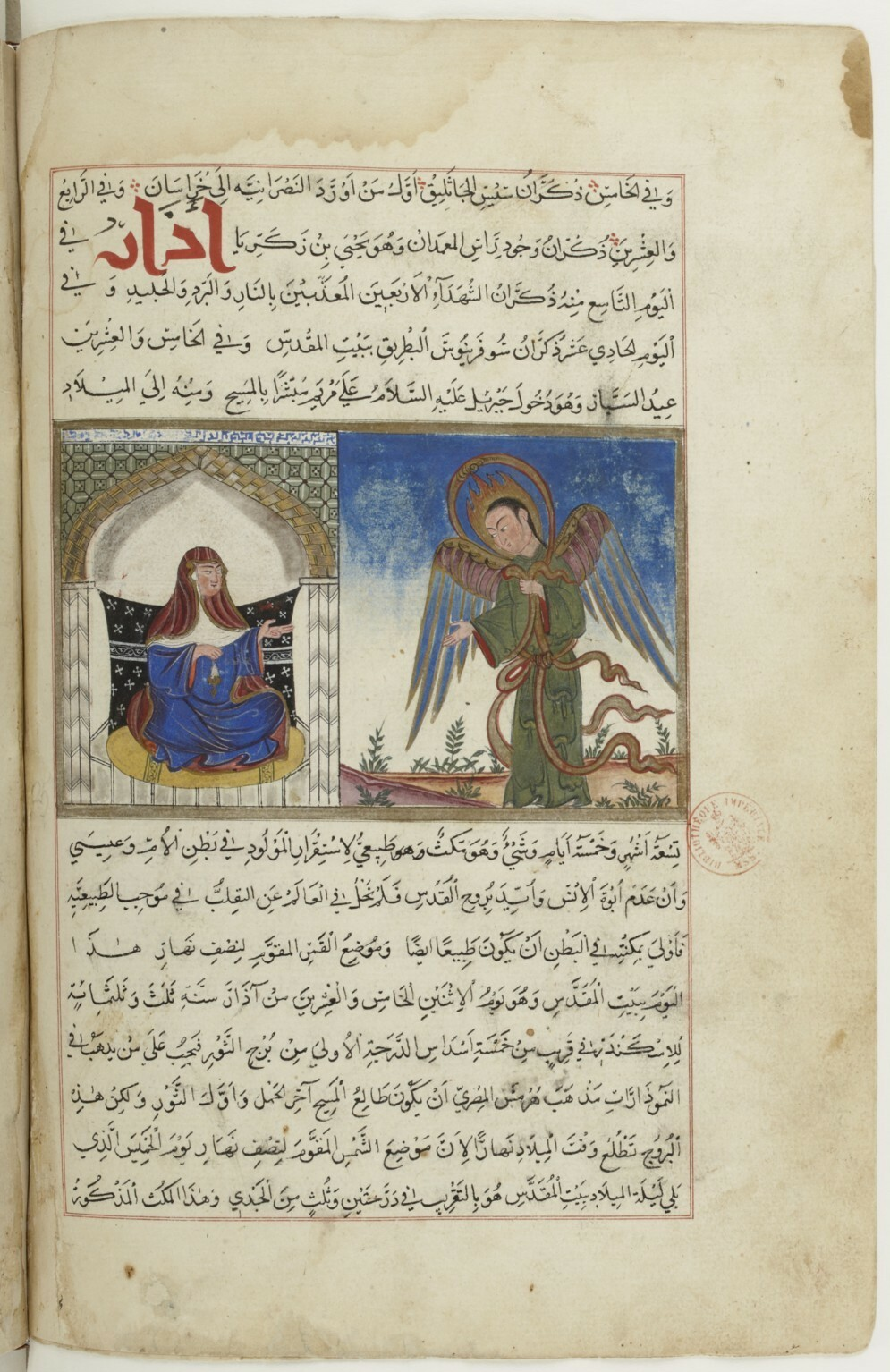
البشارة في الإسلام.
منمنمة البشارة من الفن الأرمني، رسم طوروس دارونيتسي، جامعة كلادزور، منطقة سونيك، 1323.
منمنمة البشارة من الفن الأرمني، 1378.